# Aya and the Witch
Aya and the Witch is een Japanse anime uit 2020 van Studio Ghibli, onder regie van Goro Miyazaki. De fantasyfilm is in Japan uitgebracht onder de titel Āya to Majo en in andere delen van de wereld als Earwig and the Witch. Het verhaal is gebaseerd op het boek van de Britse schrijfster Diana Wynne Jones.
De film ging in première op 18 oktober 2020 tijdens het Lumière Film Festival in Lyon. Het werd daarna vertoond op de Japanse publieke zender NHK op 30 december 2020. In Nederland en België kwam de film op respectievelijk 24 juni 2021 en 18 augustus 2021 in de bioscoop.

## Plot
Aya wordt als baby in een weeshuis in Engeland achtergelaten. Tien jaar later voelt ze zich aardig op haar gemak in het weeshuis en wil vooral niet worden geadopteerd.
Op een dag wordt Aya door de heks Bella Yaga en haar partner Mandrake geadopteerd, vooral voor een paar extra handjes in het huishouden. De jonge Aya krijgt te horen dat ze over magische krachten beschikt, maar raakt gefrustreerd wanneer Bella Yaga haar geen magie leert.
Op een nacht creëert Aya samen met de huiskat een magische spreuk die haar beschermt tegen Bella Yaga's magie. Met haar nieuwe verkregen krachten neemt Aya het huis over. Ze ontdekt ook een mysterieus lied, dat misschien wel de sleutel is naar het vinden van haar echte familie.

## Rolverdeling
| Personage    | Japanse stem     | Engelse stem           |
| ------------ | ---------------- | ---------------------- |
| Aya          | Kokoro Hirasawa  | Taylor Paige Henderson |
| Bella Yaga   | Shinobu Terajima | Vanessa Marshall       |
| Mandrake     | Etsushi Toyokawa | Richard E. Grant       |
| Thomas       | Gaku Hamada      | Dan Stevens            |
| Aya's moeder | Sherina Munaf    | Kacey Musgraves        |
| Mr. Jenkins  | Yuji Ueda        | JB Blanc               |

## Ontvangst
De film ontving vooral slechte recensies. Men bekritiseerde het ongeïnspireerde verhaal, de matige achtergronden die weinig details tonen, en de computergraphics van de hoofdpersonages die op plastic leken. Volgens de Volkskrant mist de film de doorleefde mystiek die de Japanse animatiestudio Ghibli typeert.
Op Metacritic, een recensieverzamelaar, heeft de film een score van 46%. Op de website van filmdatabase IMDb heeft het een score van 4,7.